# Ковака (Брагінський район)
Ковака — (біл. вёска Кавака), село (веска) в складі Брагінського району розташоване в Гомельській області Білорусі. Село підпорядковане Вугловській сільській раді і в ньому мешкає 168 чоловік (станом на 2004 рік).
Село Ковака розташоване на південному сході Білорусі, у південній частині Гомельської області, неподалік від районного центру Брагіна (за 4 кілометри північніше).